# Mercado Municipal de Santo Amaro
O Mercado Municipal de Santo Amaro é local da atual Casa da Cultura de Santo Amaro, localizado na região de Santo Amaro, zona sul da cidade de São Paulo. Localizado na Praça Dr. Francisco Ferreira Lopes, o edifício foi tombado pelo CONDEPHAAT (Conselho de Defesa do Patrimônio Histórico, Arqueológico, Artístico e Turístico) em 1972 por ser o último exemplar da arquitetura do século XIX na região e por estar localizado numa praça central, o que demonstra a preocupação das instituições públicas em isolar os edifícios que prestavam serviço a comunidade.
O edital da obra foi publicado em 1893 pelo intendente municipal Luiz Gonzaga de Miranda Guerra e sua construção teve início em 1896, cabendo a obra ao empreitero Alfredo Formigoni no valor de nove contos, quinhentos e trinta e oito mil réis.
Em 1989, o edificio foi incorporado pela Secretaria Municipal de Cultura do estado de São Paulo e se tornou a Casa da Cultura de Santo Amaro, abrigando diversas manifestações culturais, como rodas de samba, exposições e oficinas de teatro e música.

## História

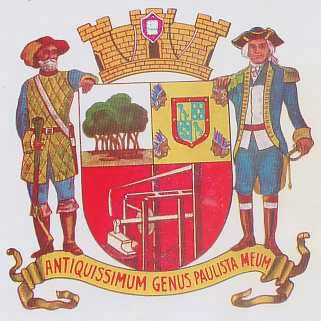
Brasão da cidade de Santo Amaro, antes da junção com São Paulo

Antes chamado de Jeripatiba, devido ao rio Jeripatiba - hoje chamado de Rio Pinheiros - a região de Santo Amaro (assim chamada desde 1832) era habitada por muitos índios guaianazes catequizados e colonos, o que levou o jesuíta José de Anchieta perceber que o local deveria ser um povoado. Para isso, foi erguido uma capela de Santo Amaro por João Paes e sua esposa Susana Rodrigues. Em 1686, a região foi elevada a categoria de freguesia, que significa uma povoação paroquiana, pelo Bispo D. José de Barros. Já em 1832, a região é elevada a Vila de Santo Amaro por um decreto de regência de D.Pedro I, assim a então Vila poderia eleger um prefeito, fato que se sucedeu em 1835 com Manoel José Moraes e possuir uma Câmara de Vereadores própria, ou seja, São Paulo e Santo Amaro ainda faziam parte de municipalidades distintas.
O tamanho da Vila de Santo Amaro ocupava parte do que hoje conhecemos como a Avenida dos Bandeirantes até a Serra do Mar e, devido a isso, a importância do município com a capital São Paulo era extremamente valiosa. A economia da Vila se resumia em lavoura de cereais e exportação de madeira, carvão e pedra de cantaria para a capital, São Paulo. Por isso, em 1886, D. Pedro II e sua esposa Dona Leopoldina visitaram a cidade para a inauguração da linha férrea que ligaria as duas regiões.

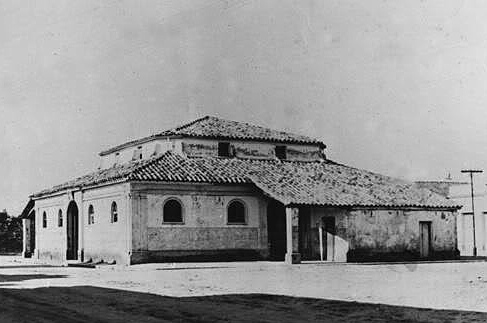
Foto do antigo Mercado Municipal de Santo Amaro, pré inauguração

Não demorou muito para que o tamanho da região e a importância para a capital necessitasse de um Mercado Municipal próprio da Vila de Santo Amaro. Em 1890 já se dizia necessário a construção de um mercado para regularizar e controlar a venda desses produtos. Assim, em 3 de abril de 1893, Carlos da Silva Araújo diz, em sessão na Câmara de Vereadores, que "a falta de um mercado nesta Vila, torna-se vexatória aos seus habitantes, mormente a classe menos favorecida da fortuna. Considerando que dessa falta resulta o monopólio dos gêneros de primeira necessidade que são vendidos pelos produtores aos comerciantes, por atacado, com grave prejuízo do varejo franco ao povo. Considerando que a construção dos mercados não se torna onerosa ao cofre Municipal, antes é ao contrário uma fonte de renda para o Município. Indico para que a Câmara, se estender em sua alta sabedoria, chame concorrentes para esta obra de acordo com a planta, perfil e demais estudos que nesta data tomo a liberdade em submeter a apreciação da Câmara." Contudo, devido a falta de recursos a construção de um mercado municipal foi adiada, sendo que um mercado provisório foi instalado para cumprimentar os fins que eram de necessidade na região. Funcionando em um barracão no Largo Municipal, o Mercado Provisório regulamentava os preços e os impostos sobre os produtos.
Passaram-se três anos entre o Mercado Provisório e o início da construção do Mercado Municipal de Santo Amaro, momento que a população de Santo Amaro passa por um processo de decrescimento e os impostos das indústrias também caem. Mas ainda sim, a construção do Mercado era uma forma de renda para a região e o encontro entre tropeiros e os artesãos da região, que trocavam os produtos agrícolas com os manufaturados.

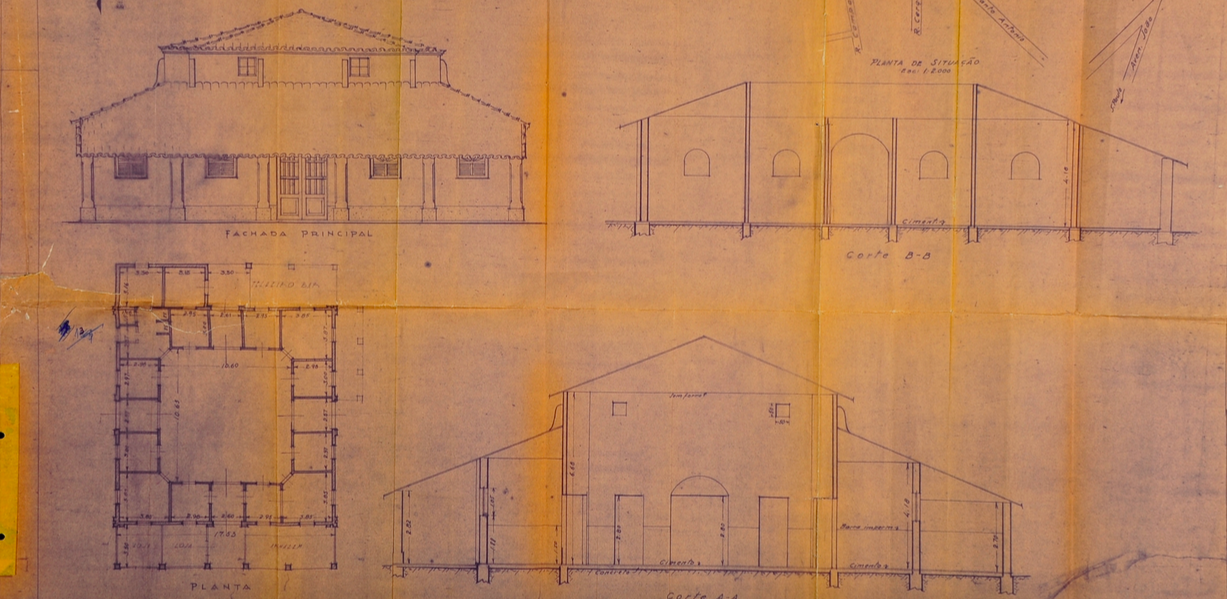
Planta do Mercado Municipal de Santo Amaro, segundo o proceso 16705/70 do CONDEPHAAT

Em 1903, o Mercado Municipal sofre a sua primeira reforma, sendo adicionados a sua construção original mais uma cúpula e dois puxados laterais, que remonta a forma oitavada do do mercado.
Em 1954 foi construído na Rua Ministro Roberto Cardoso Alves com a Rua Padre José de Anchieta o novo Mercado Municipal de Santo Amaro, inaugurado em 1958. Assim, deixando o antigo sem uso objetivo, tornando-se depósito da Prefeitura, Posto de Saúde e até Serviço Funerário. Em 1972 o edifício foi tombado pelo DPH (Departamento do Patrimônio Histórico) e pelo CONDEPHAAT na resolução 16705/70. Apenas em 1989, a Secretaria de Cultura de São Paulo tornou o espaço a atual Casa da Cultura de Santo Amaro, lar da Comunidade Samba de Vela.

### Processo de tombamento

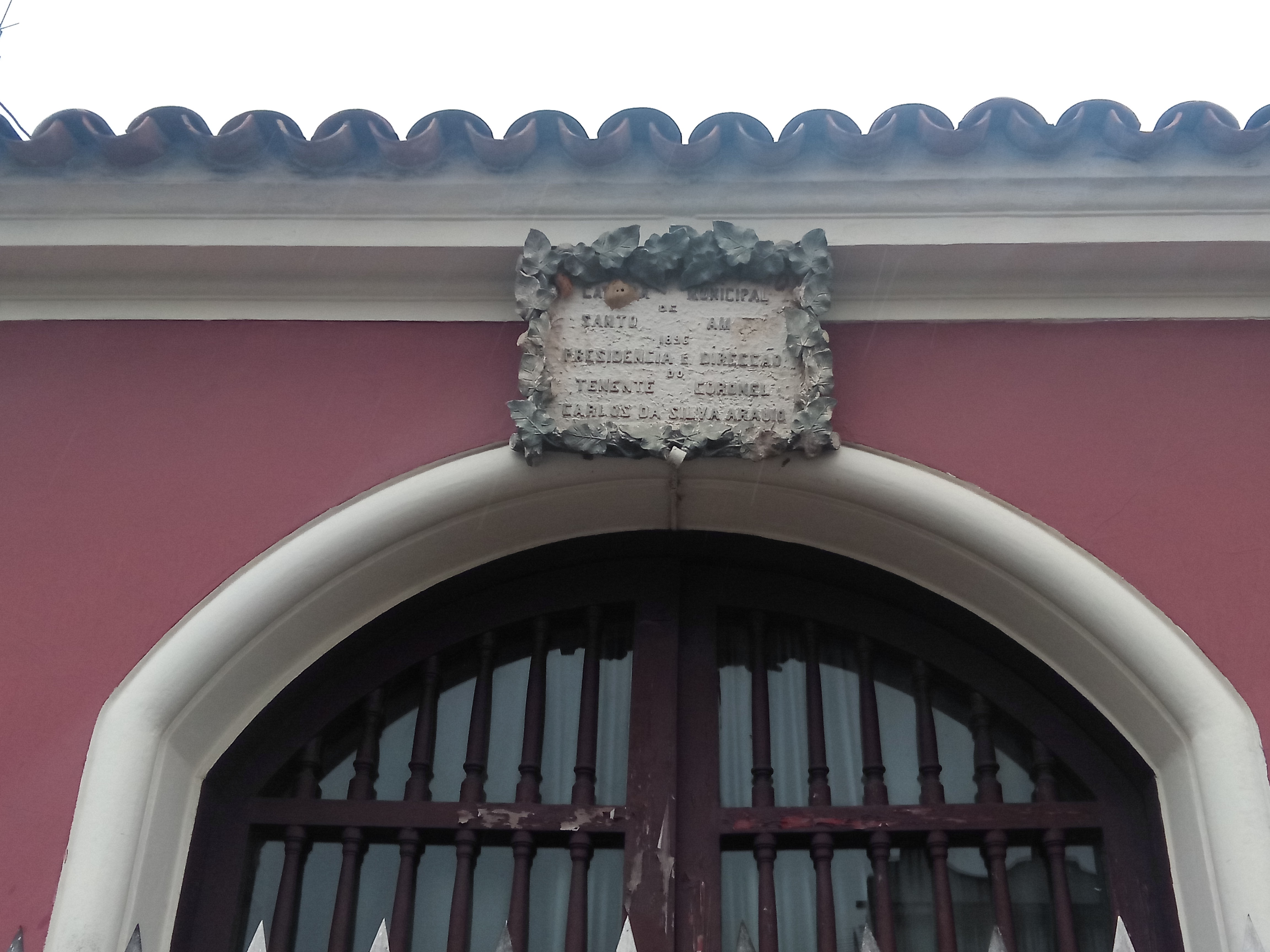
Placa de inauguração do Mercado em 1896 com o nome de Carlos da Silva Araújo

Em 2 de fevereiro de 1970, a presidente do CONDEPHAAT do Estado de São Paulo Lúcia Fiza de Mello, escreveu uma carta aos Conselheiros do órgão para propor o então tombamento do "prédio onde se acha instalado o 'Serviço Funerário' da Prefeitura de Santo Amaro." O sub-prefeito de Santo Amaro, Ferdinando Vaders, se mostrou favorável ao tombamento, comentando, inclusive, que desejava que o espaço se tornasse um museu, como relatou Haydeeé Nascimento, desenhista do CONDEPHAAT. Nascimento ainda disse que o mercado havia sido recém pintado, relatando que o espaço agora abrigava máquinas da Prefeitura e um Posto de Saúde.
O arquiteto Raphael Gendler ficou responsável por realizar o levantamento arquitetônico do Mercado. Segundo ele, o edifício deveria ser tombado por se tratar de um "documento arquitetônico, que reafirma a tradicional disposição governamental em isolar os edifícios destinados a prestar serviços a coletividade" e também por ser o último remanescente da arquitetura do final do século passado (XIX) ainda existente em Santo Amaro". Para ele deveria haver uma parceria entre a Prefeitura de Santo Amaro e o CONDEPHAAT para restaurar completamente o prédio, de acordo com seu projeto original.

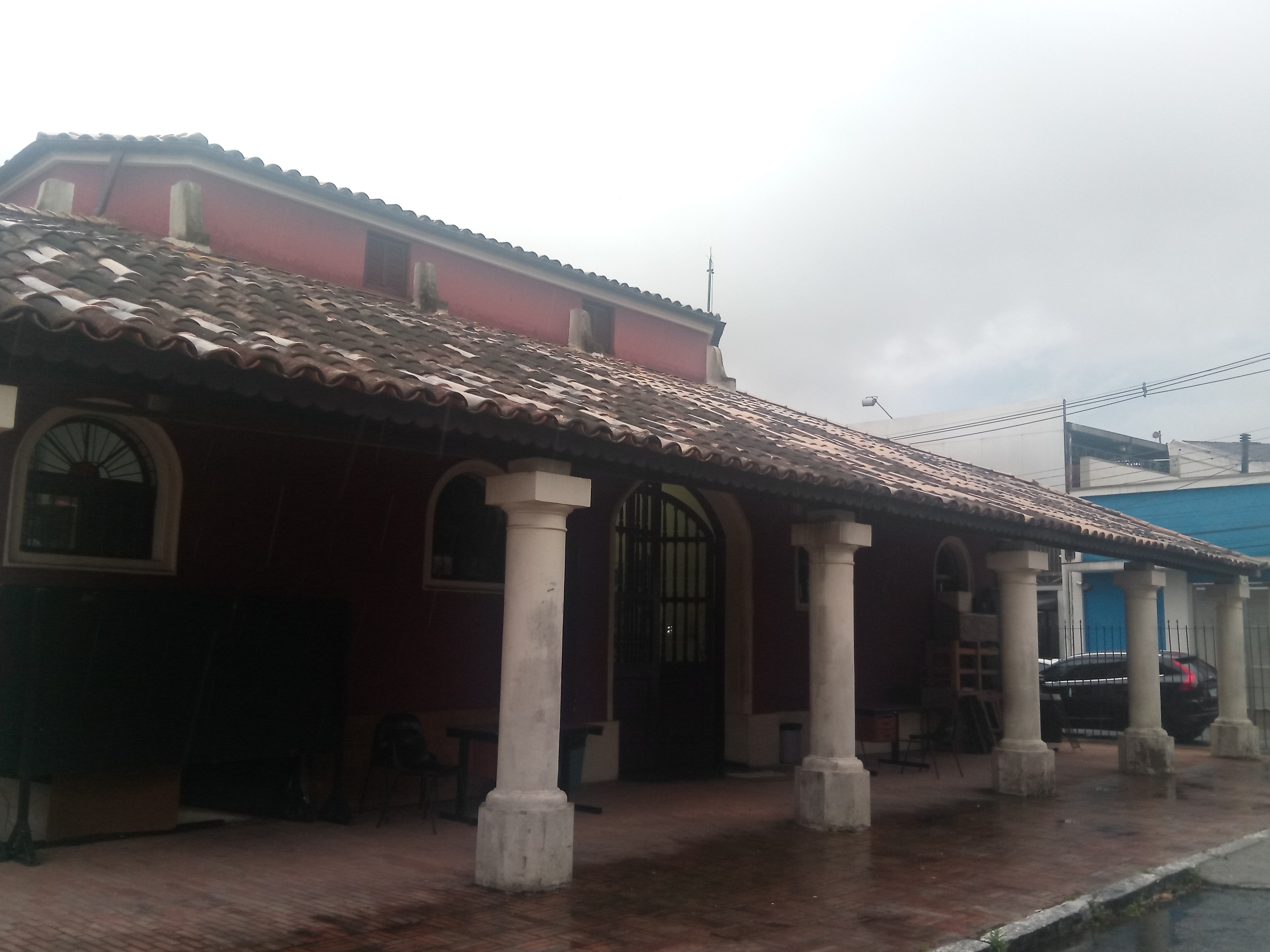
Detalhes da fachada Sul do Mercado Municipal de Santo Amaro

Mais tarde, em 1972, o então presidente do CONDEPHAAT, o Dr. Aureliano Leite afirmou que "a conservação do prédio deixava muito a desejar" e que partes do edifício estavam "seriamente ameaçadas". Segundo ele, o processo havia demorado dois anos por conta das mudanças na administração municipal, mas que agora, com o CONDEPHAAT como órgão permanente para esses objetivos, o processo poderia, enfim, avançar.
Em setembro de 1972, o secretário de Cultura, Esporte e Turismo, Pedro de Magalhães Padilha deu o parecer favorável ao tombamento do Mercado Municipal de Santo Amaro. O Estado de S.Paulo, em 23 de janeiro de 1980, publicou uma matéria com os dizeres: "Um presente no aniversário da cidade: um pacote cultural", fazendo referência ao centro de cultura que se tornou o antigo Mercado Municipal de Santo Amaro.
Apenas em 15 de agosto de 1995 o CONDEPHAAT oficializou, por meio de uma certidão, o tombamento do edificio na Praça Francisco Ferreira Lopes, constando no Livro do Tombo no número 32.

### Estado Atual
A Casa de Cultura de Santo Amaro abriga diversos movimentos culturais todos os dias da semana. Às segundas-feiras a Comunidade Samba da Vela promove shows noturnos, com aulas de instrumentos e ensaios. Há oficinas de teatro vocacional e música, mostra literárias, bailes para a terceira idade e oficinas de canto.[carece de fontes?]
Atualmente o Mercado Municipal de Santo Amaro possui 25 boxes como quitandas, açougues, avícolas, peixaria, empórios/mercearias, lacticínios, utilidades domésticas, floricultura, lanchonete, rotisseria, farmácia e banca de jornal.

### Galeria de Fotos

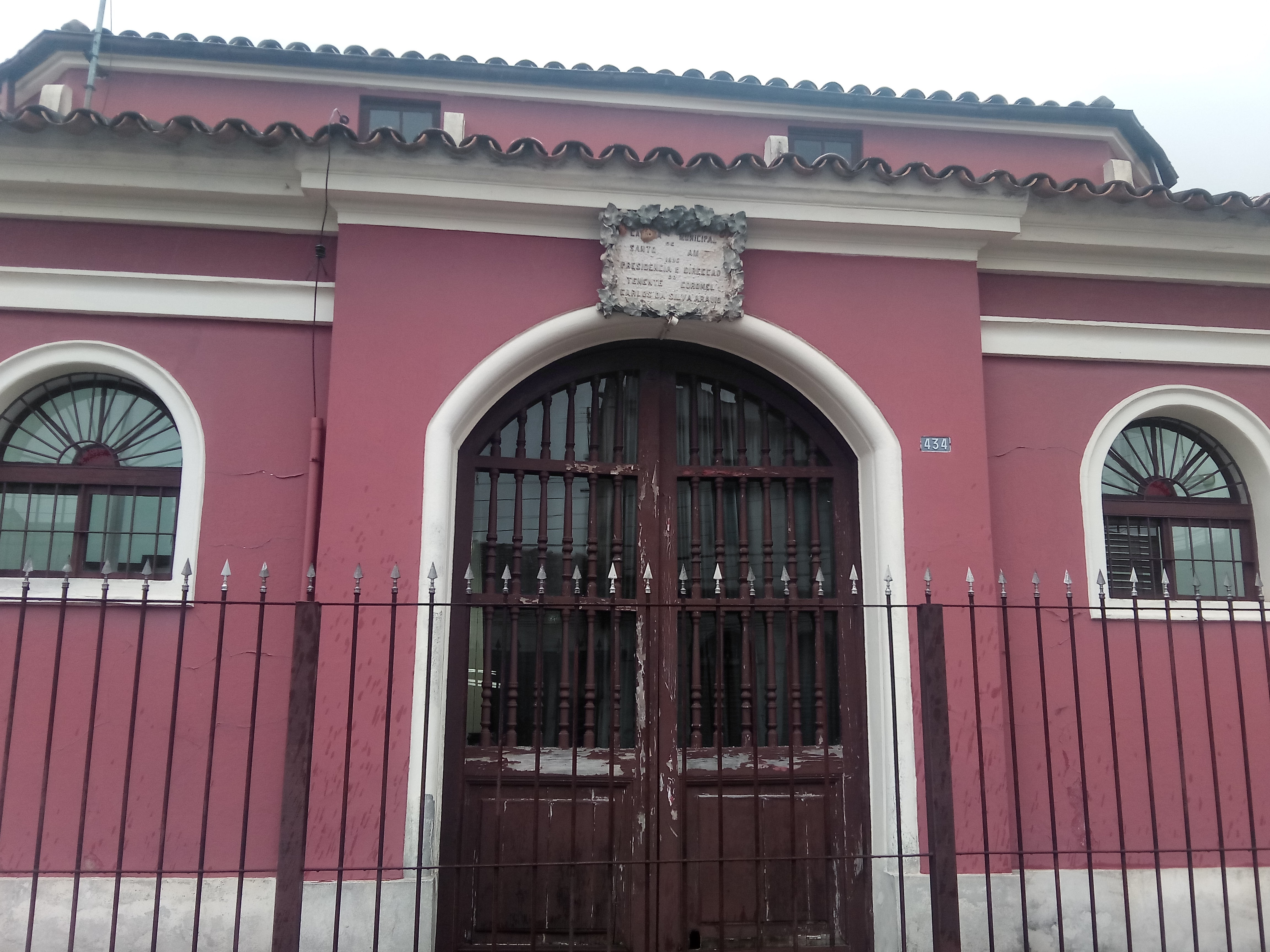
Detalhes da construção do Mercado Municipal de Santo Amaro
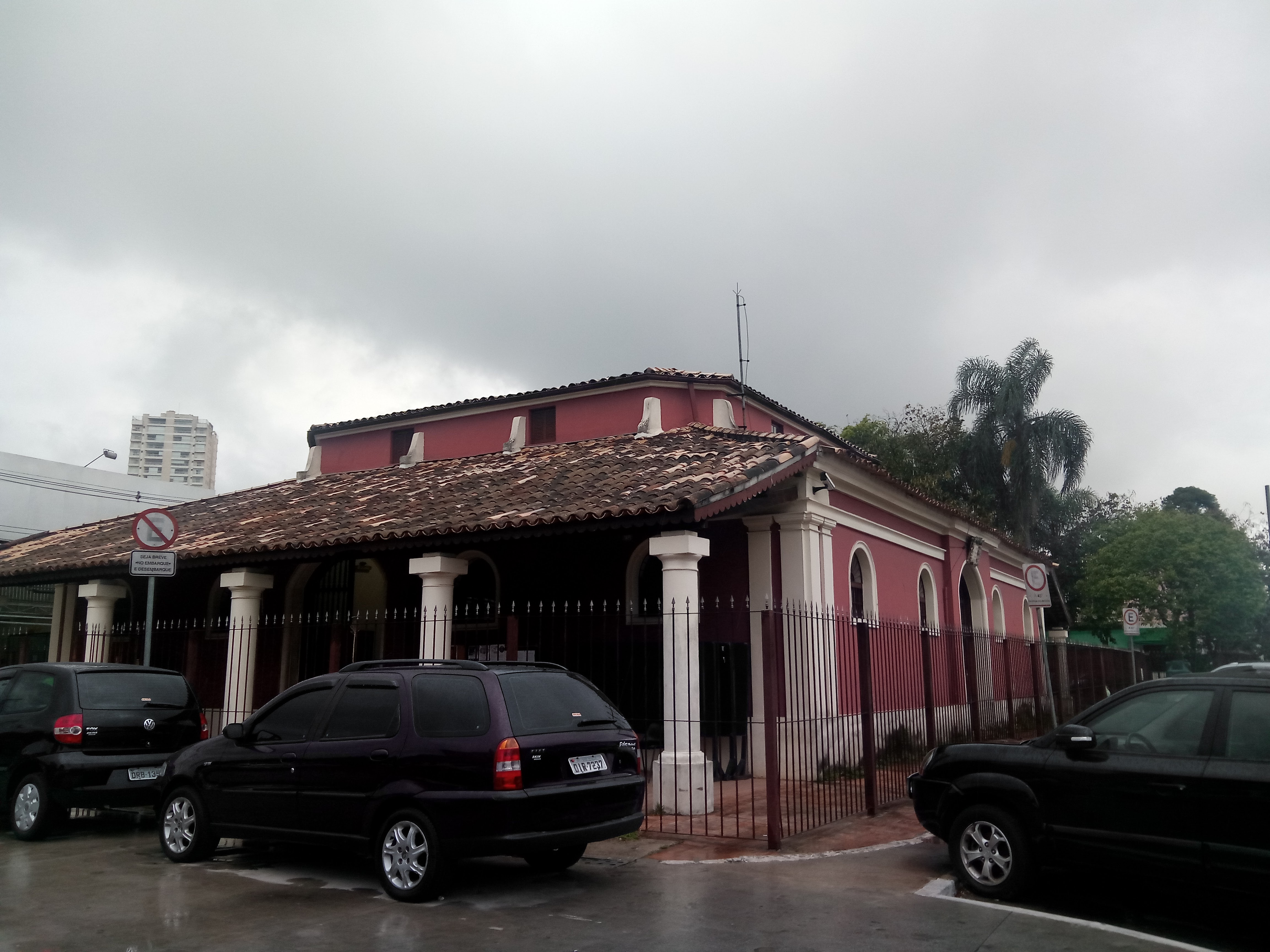
Vista da Praça Dr Francisco Lopes
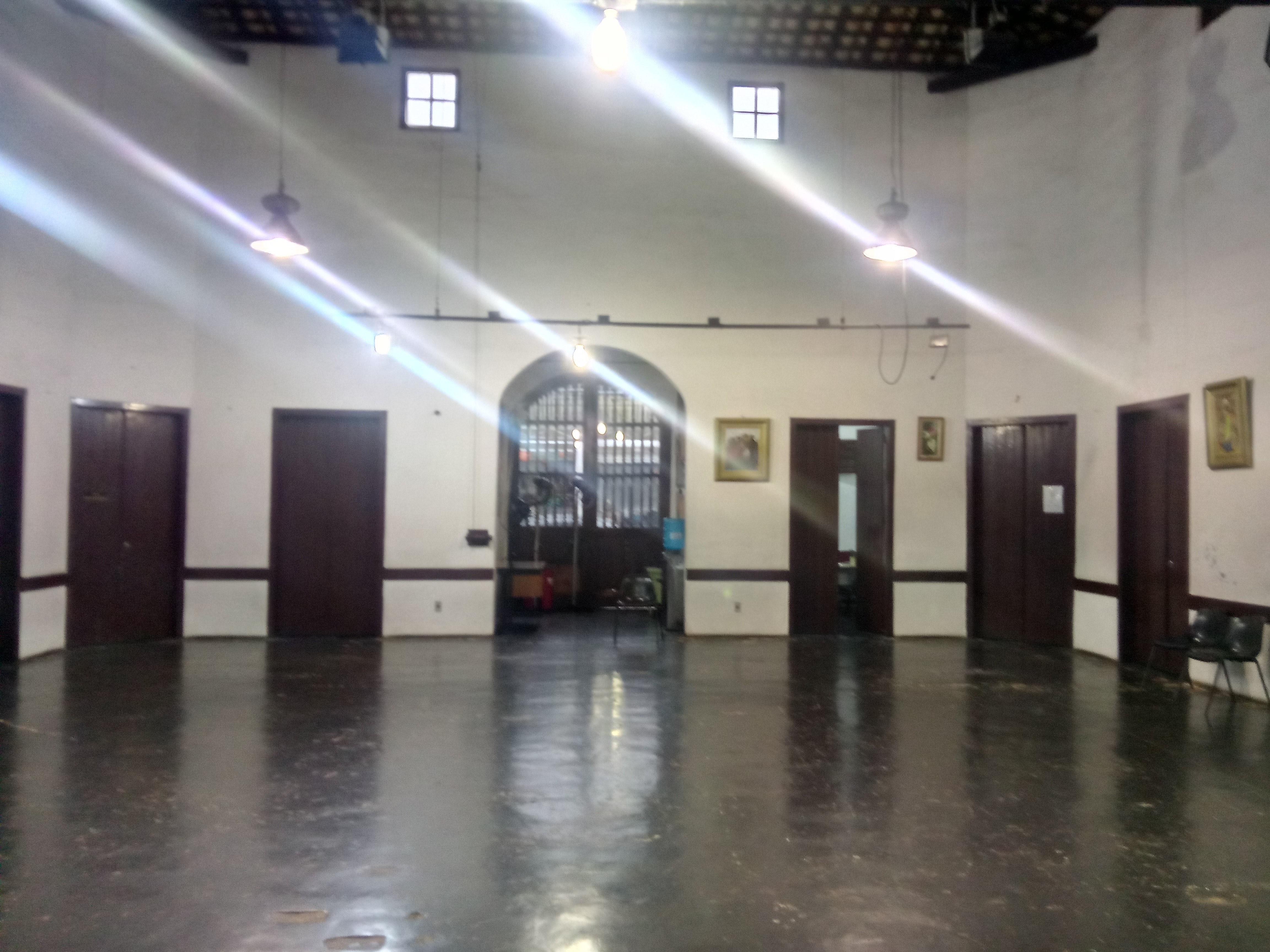
Saguão da Casa de Cultura de Santo Amaro, onde hoje ocorrem eventos culturais
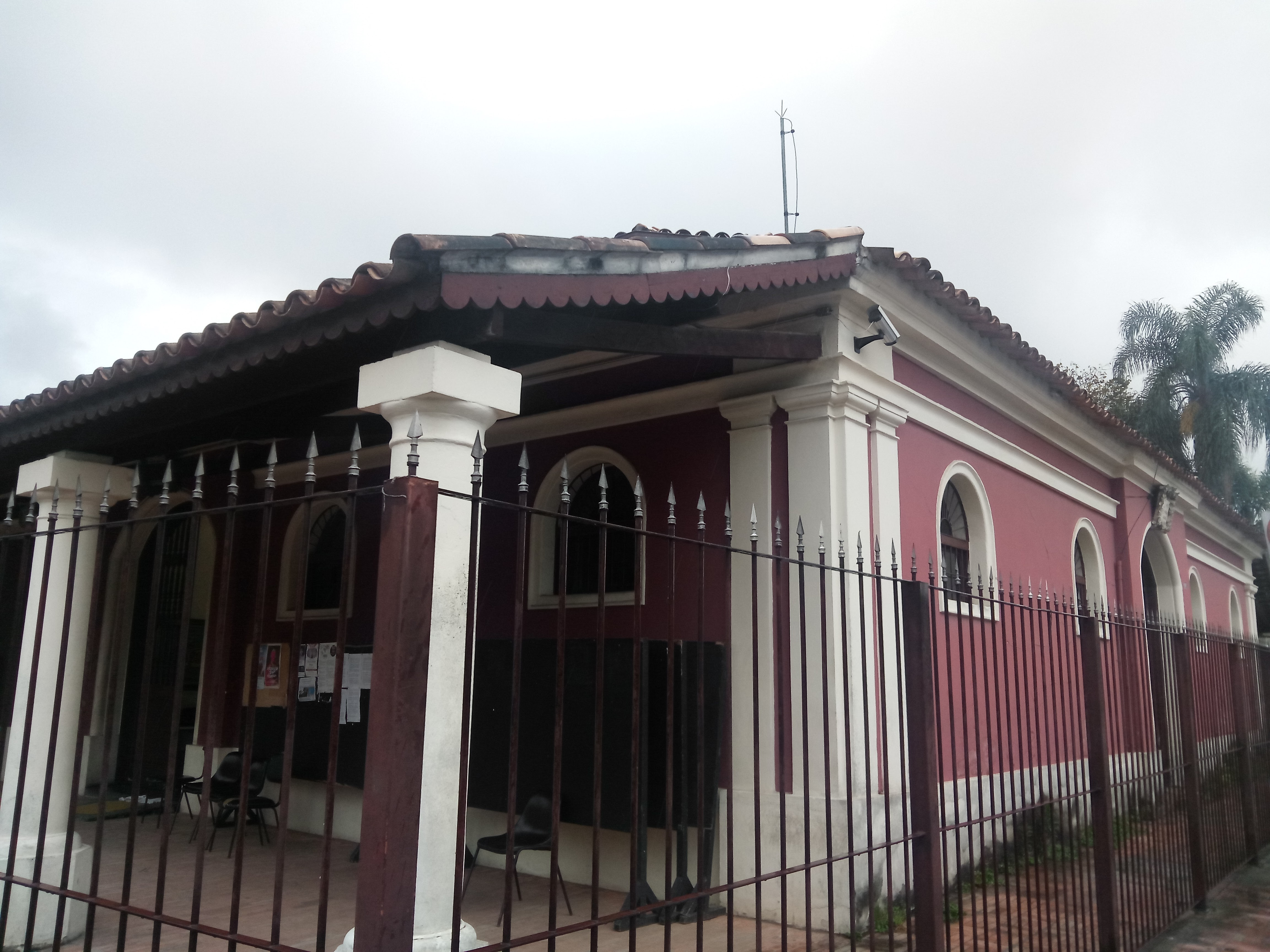
Vista lateral do prédio do antigo Mercado Municipal de Santo Amaro
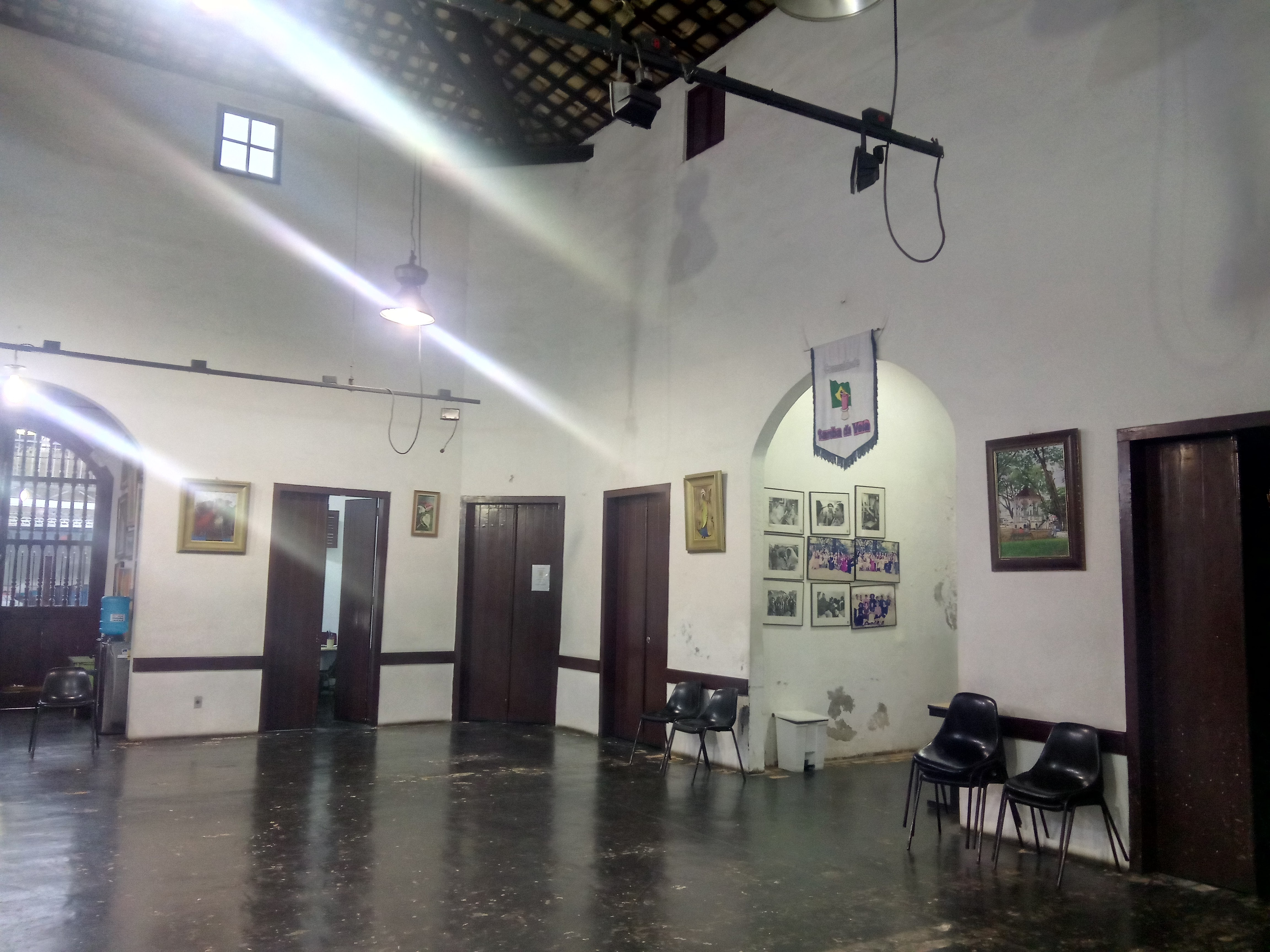
Saguão principal da Casa da Cultura de Santo Amaro, em São Paulo (SP), Brasil
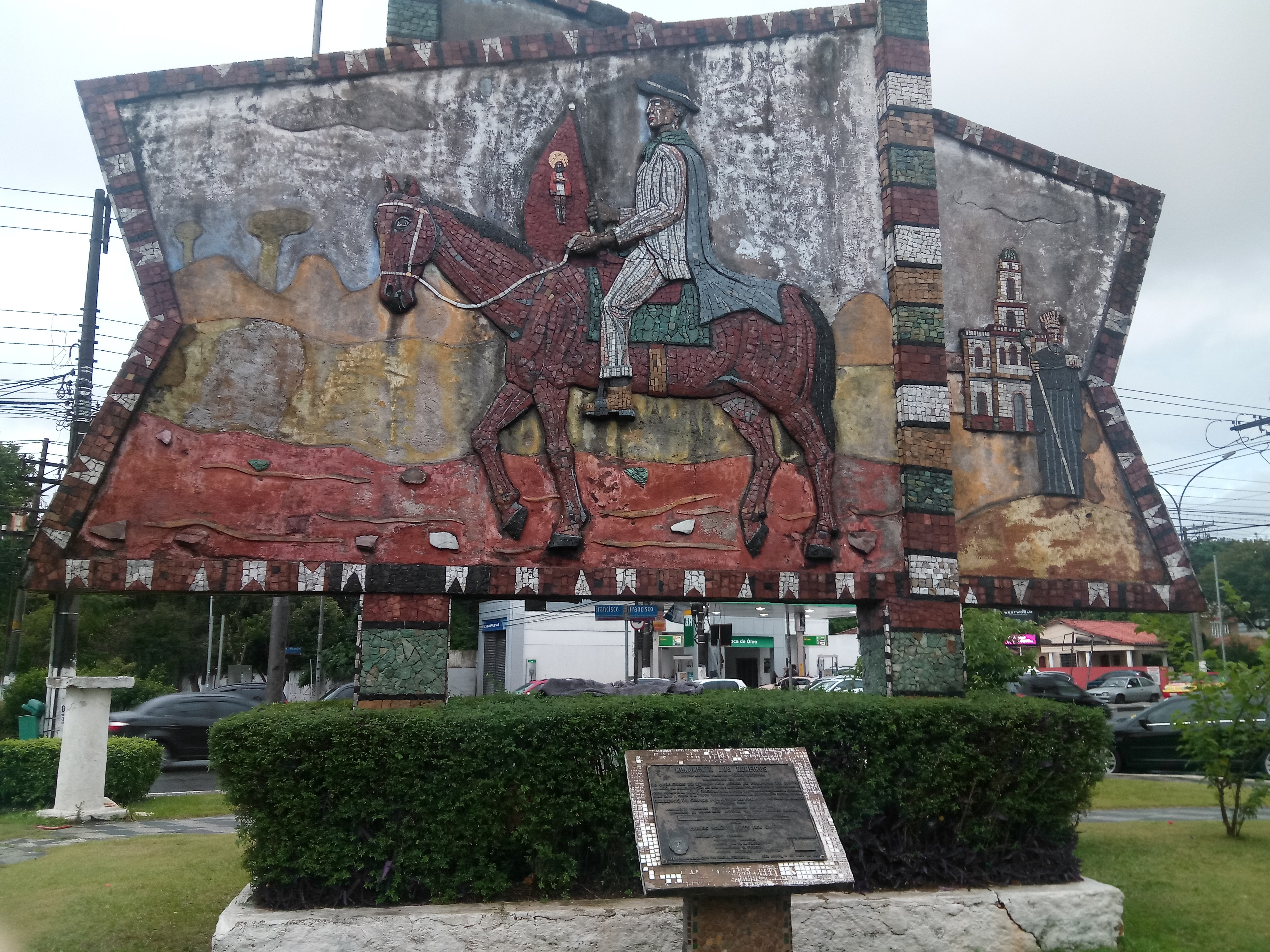
Monumento "Aos Romeiros" em frente a Casa da Cultura de Santo Amaro, em São Paulo (SP), Brasil
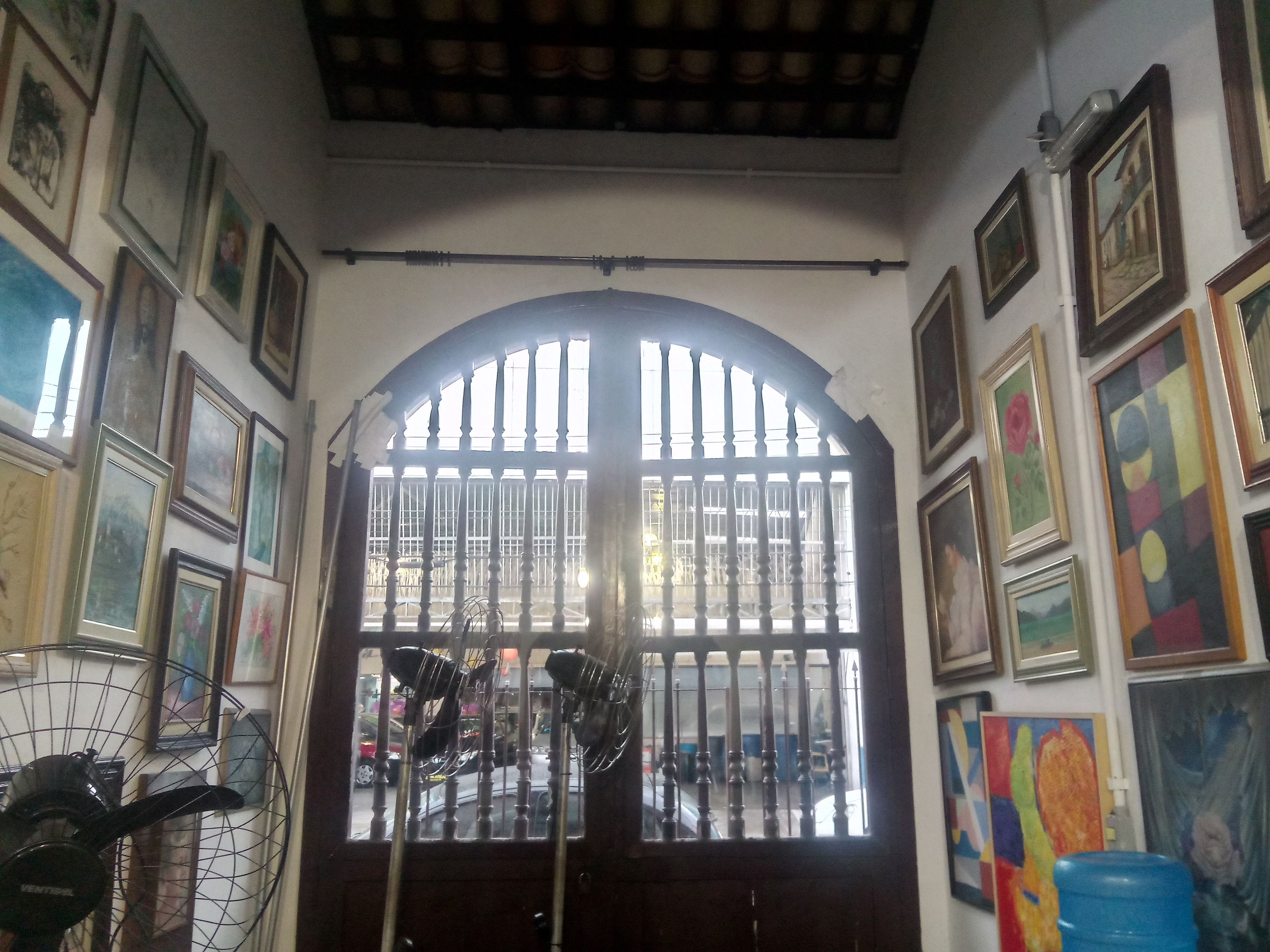
Entrada leste da Casa da Cultura de Santo Amaro, em São Paulo (SP), Brasil
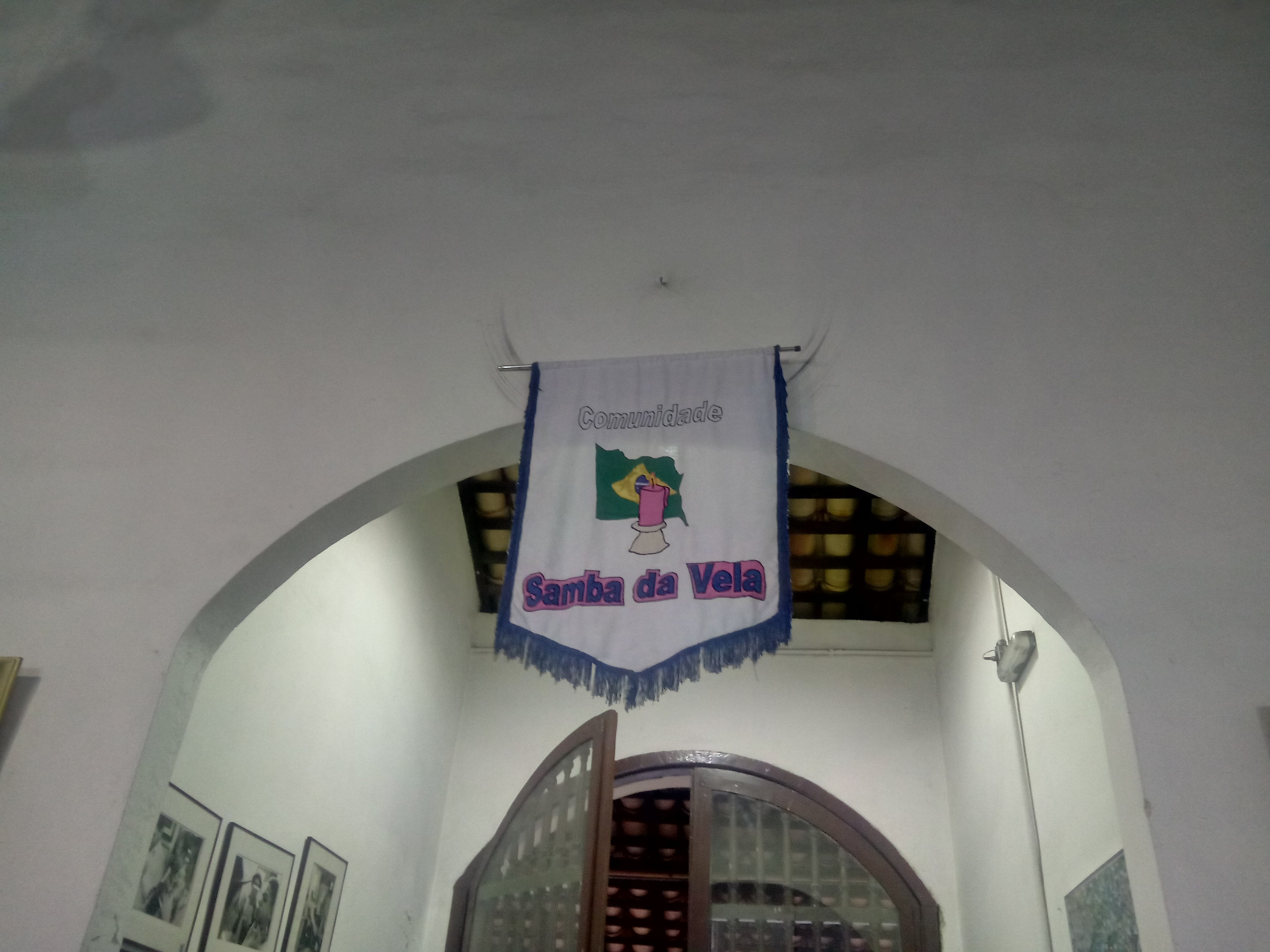
Bandeira da Escola de samba "Samba da Vela" na Casa da Cultura de Santo Amaro, SP, Brasil